# Eragrostis hondurensis
Eragrostis hondurensis är en gräsart som beskrevs av Richard Walter Pohl. Eragrostis hondurensis ingår i släktet kärleksgrässläktet, och familjen gräs. Inga underarter finns listade i Catalogue of Life.